# 不動産変換ローン
不動産変換ローン（ふどうさんへんかんローン）とは、バブル期において地価を顕在化させない国鉄跡地処分方法の一つ。比較的大規模な土地の処分に使われた。
大阪では西梅田が代表例。転換社債の不動産版だと考えればいいが、違いは変換しないというオプションが無い、不動産強制変換ローンであるということ。そもそも米国のファイナンス手法であるコンヴァーティブルローンを国鉄清算事業団が投資家を生保などの機関投資家に都合の良いように作られたスキームである。